# Cadena de Salas y Gómez

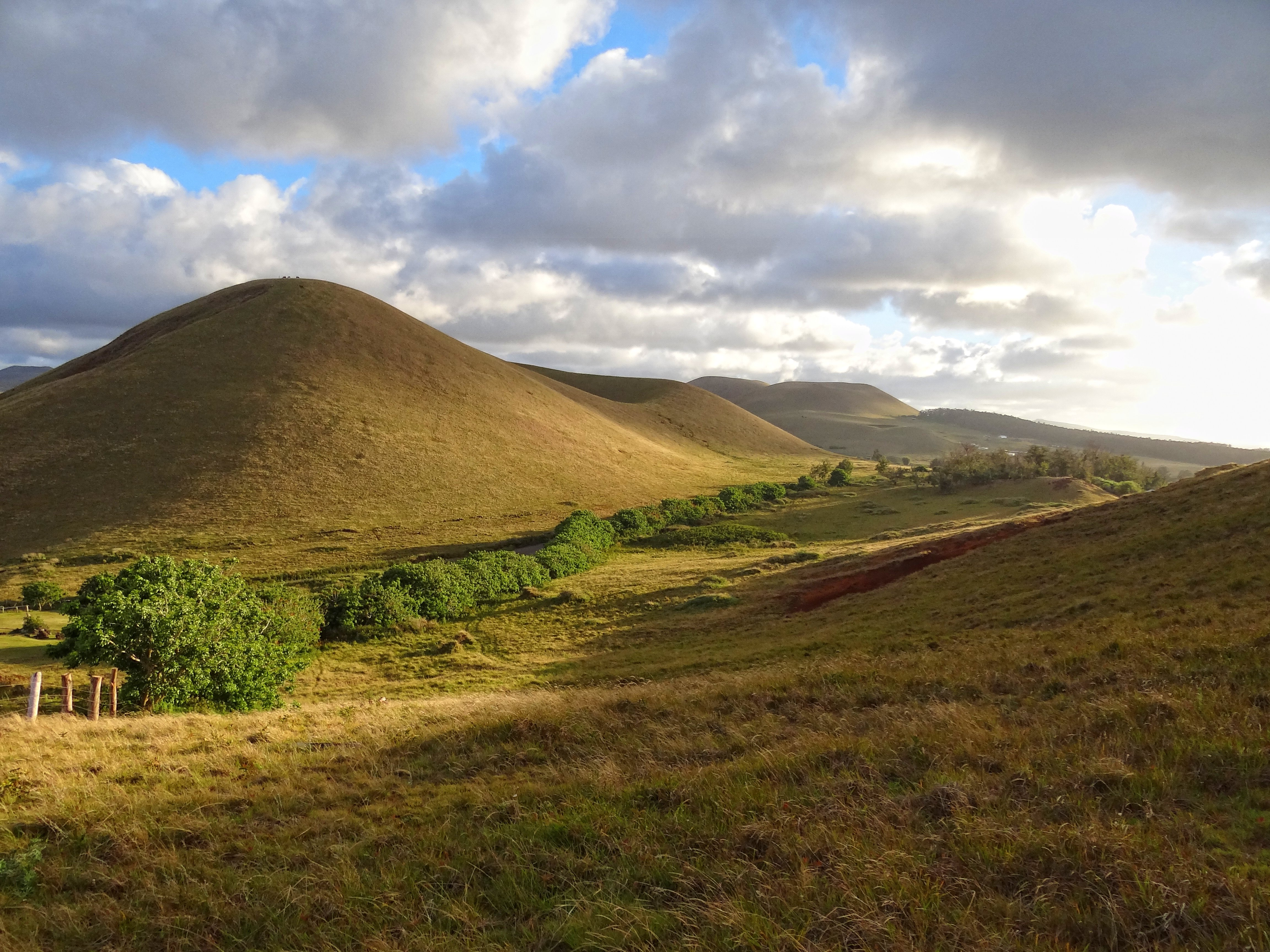
Paisaje típico de la Isla de Pascua; volcanes extintos y redondeados cubiertos de baja vegetación.

La cadena de Salas y Gómez o "dorsal de Salas y Gómez" es una dorsal asísmica que corre en dirección este-oeste  ubicada en la placa de Nazca frente a las costas de Chile y cuyas elevaciones más altas corresponden a la isla de Pascua y la isla Salas y Gómez. La dorsal o cadena de Sala y Gómez está constituida por volcanes activos y extintos formados por el punto caliente de Pascua. La cadena de Salas y Gómez conecta en su extremo oriental con la dorsal de Nazca. Hacia occidente la cadena de Salas y Gómez se conecta perpendicularmente con la dorsal del Pacífico Oriental.